# Dolmen de Soto
El dolmen de Soto és un dolmen que es troba a Trigueros, província de Huelva, Espanya; data d'entre l'any 3000 i el 2500 aC. És un dels dolmens més importants del conjunt de més de 200 monuments megalítics descoberts a la província. Aquest dolmen, és un dels millors exemples del Neolític del sud d'Espanya.

## Història des del descobriment fins a l'actualitat
Va ser descobert a la finca "La Lobita" l'any 1923 per Armando de Soto, i immediatament es varen iniciar les excavacions, que van durar vora els tres anys. Les excavacions van concloure amb un estudi d'Hugo Obermaier. L'any 1931 va ser declarat monument nacional. El dolmen es troba en bon estat de conservació tot i que va ser espoliat. Durant les excavacions es van trobar vuit cossos a l'interior del dolmen, disposats en posició fetal.
Des de l'any 1987 és de titularitat pública, dependent de la Delegació Provincial de la Consejeria de Cultura de la Junta de Andalucía. L'any 2008 es va concloure la primera fase de la posada en valor del monument, després d'unes investigacions que el van situar, degut al seu anell, com una de les construccions megalítiques més grosses d'Europa Occidental. Durant aquest estudi es va poder fixar (mitjançant carboni 14), l'edat de construcció vora finals del tercer mil·lenni aC.
L'any 2019, un estudi conjunt de les universitats de Huelva, Alcalá, Sevilla, Castella - la Manxa, Texas i la UNED va aportar noves dades i va recalcar la transcendència de les figures tallades, de fa més de 6.000 anys, equiparant-lo a la importància de Stonehenge però a nivell subterrani. No s'ha trobat cap altre monument a Europa de la seva categoria pel que fa a esteles armades. Una de les troballes és una figura amb espasa del 3000 aC.

## Característiques
Es tracta d'un dolmen que pertany a la família dels dolmens del "corredor llarg" (un conjunt de dolmens juxtaposats), sent el més gros trobat a la província de Huelva. Presenta una longitud de fins a 21m, amb una amplada variable que oscil·la des dels 0,82 m a la porta fins als 3,10 m a la cambra.
Es troba orientat de llevant a ponent, de tal forma que els primers raigs de Sol dels equinoccis, entren pel passadís i es projecten a la cambra durant uns minuts, en un ritual que s'interpreta com que els difunts renaixien a partir de la interacció amb la llum solar.
En excavacions arqueològiques recents s'ha documentat l'existència de cercles de pedra o cromlecs del Neolític (5000-4000 aC) d'una mida i traçat similar a la de l'anell peristalític. Aquest cercle, tindria un diàmetre d'uns 60 m i estava compost de pedres de diferents mides, formes i composicions: menhirs i blocs de calcarenita, grauvaca i conglomerat. Aquest cercle podria haver estat un santuari per al culte a la mort, adoració de divinitats i memòria dels avantpassats. Es creu que se li va donar ús fins a l'Edat del Coure.

## Art rupestre
En l'interior del conjunt megalític hi ha una galeria amb 63 ortòstats, una enorme llosa frontal i 30 més que el recobreixen, i que presenten abundants i diversos tipus de grafies característics de l'art rupestre del sud de la península Ibèrica. Aquestes grafies van ser fetes amb diferents mètodes: incisió, piquetejat, abrasió i baix relleu entre d'altres. També s'hi troben pintures amb motius figuratius. Moltes d'aquestes grafies podien haver estat creades per als cercles de pedra previs i haurien estat reutilitzades per a bastir el dolmen actual. Aquestes manifestacions artístiques representen la cosmologia d'aquestes societats, els seus mites, llegendes, rituals associats a la vida i la mort i les pràctiques rituals que connectaven aquest món i el dels esperits, on creien que habitaven els avantpassats.